# Zvjezdana prašina (2007.)
Zvjezdana prašina (eng. Stardust) film je iz 2007. godine snimljen prema romanu Neila Gaimana.

## Radnja
Mladi Tristan želi svojoj djevojci Victoriji donijeti zvjezdu padalicu i tako dolazi u magično Olujište. Tamo se upoznaje sa zvijezdom, Yvaine koja je zapravo prekrasna djevojka. U isto vrijeme Vladar Olujišta baca kamen koji označava vladara i on dolazi do Yvaine. Zla vještica Lamia pokušava se domoći zvjezde kako bi uzela njeno srce i opet postala lijepa. Tristan i Yvaine bježe od Lamie, ali i od 7 kraljevih sinova (2 živa i 5 mrtvih). Nakon smrti svih 7 kraljevih sinova, Yvaine koja je pobjegla od vještice skupa s Tristanom postaje kraljica Olujišta zbog toga što je Tristan sin Une, kraljeve kćeri.

## Uloge
- Charlie Cox kao Tristan Thorne
- Claire Danes kao Yvaine
- Michelle Pfeiffer kao Lamia
- Robert De Niro kao Captain Shakespeare
- Henry Cavill kao Humphrey
- Sienna Miller kao Victoria
- Ricky Gervais kao Ferdy the Fence
- Peter O'Toole kao Vladar Olujišta
- Nathaniel Parker kao Dunstan Thorne
- Mark Strong kao Septimus
- Rupert Everett kao Secundus
- Jason Flemyng kao Primus
- Mark Heap kao Tertius
- Adam Buxton kao Quintus
- Melanie Hill kao Kanalvoda Sal
- Kate Magowankao Una
- Frank Ellis as Mr. Monday
- Peter Goodall as Tristanov sin
- Ian McKellen kao pripovjedač